# Tristyla alboplagiata
Tristyla alboplagiata là một loài bướm đêm trong họ Noctuidae.